# کوه بینتود
کوه بینتود (به لاتین: Mount Bintuod) یک کوه در فیلیپین است که در دره کاگایان واقع شده‌است. کوه بینتود ۱٬۹۳۵ متر بالاتر از سطح دریا واقع شده‌است.